# Living in a Ghost Town
«Living in a Ghost Town» —en español: «Viviendo en una ciudad fantasma»—es una canción de la banda de rock inglesa Rolling Stones . La pista se grabó durante algunas sesiones que tuvieron lugar en el 2019, y finalmente se terminó al año siguiente. El tema presenta una fuerte influencia rítmica del reggae y tanto la letra como el videoclip hacen referencia a la pandemia de COVID-19.
Fue lanzada como sencillo en formato digital y a través de plataformas de streaming el 23 de abril de 2020, a través de Polydor Records. Esto hizo de la canción el primer sencillo de los Stones en cuatro años y el primer material original de la banda desde «Doom and Gloom» y «One More Shot», publicadas en el 2012. La canción recibió críticas generalmente positivas de los críticos musicales y fue un éxito comercial, apareciendo en más de una docena de listas de ventas y de streaming.

## Composición y grabación
Desde el 2017, los Stones se encontraban realizando el No Filter Tour, el cual tuvieron que reprogramar en marzo de 2020 debido la pandemia de COVID-19.
Posteriormente, el 18 de abril de 2020, la banda participó del evento de beneficencia Together at Home presentando un concierto virtual, ayudando a recaudar fondos para los trabajadores de la salud y para la OMS durante esta crisis.
El 23 de abril, la banda publica en formato digital el sencillo «Living in a Ghost Town», basado principalmente en las sesiones de grabación de la banda en el 2019 y finalizándola de manera remota en el 2020, siendo esta su nuevo material original desde el 2012 y su siguiente publicación después de su álbum de covers Blue & Lonesome. El vocalista Mick Jagger declaró haber escrito la letra en 10 minutos. La banda aceleró el lanzamiento de la canción debido a su relevancia para el distanciamiento social, que se ha utilizado como un método para controlar la propagación de COVID-19. Si bien la narrativa original de la canción trataba de ser un fantasma después de una plaga, Jagger cambió la letra de algunas partes para referirse a la pandemia.
Nidhi Gupta de la revista GQ India etiquetó a «Living in a Ghost Town» como un "amable número de blues-rock". Múltiples críticos notaron una influencia reggae en la canción: Will Hodgkinson del The Irish Times, describió a la canción como "un trago lento con un toque de reggae", mientras Alexis Petridis de The Guardian  notó un "sabor de reggae vintage" con un "órgano punzante y resonante", y Fraser Lewry, de Louder Sound, la llamó "una pieza relajada de rock con infusión de reggae".

## Lanzamiento y recepción
La canción se lanzó inicialmente como sencillo en descarga digital y por plataformas de streaming el 23 de abril de 2020, acompañado por un videoclip con imágenes de calles vacías de ciudades de todo el mundo. Una vez que la pandemia ceda, los Rolling Stones planean reanudar la gira No Filter Tour y lanzar el sencillo es una forma de mantener contentos a los fanáticos que no pueden verlos en vivo, así como para la promoción de su próximo álbum. Posteriormente publicaron la canción en formato físico,  en CD y vinilo morado, ambos exclusivos de la tienda en línea de la banda, y una versión en vinilo naranja que fue puesta a la venta en tiendas minoristas.
Al escribir en The Guardian, Alexis Petridis le otorgó a la canción cuatro de cinco estrellas, calificándola como la "mejor canción nueva en años" de los Stones, con especial énfasis en las letras oportunas y la influencia del reggae en la música. Al escribir para The Irish Times, Will Hodginkson dio la misma puntuación y estuvo de acuerdo en que el ritmo y el estado de ánimo de la canción capturan la experiencia de estar encerrado durante la pandemia.  Craig Jenkins de Vulture opinó que el sencillo llega "justo a tiempo" ya que "la canción aterriza en el punto dulce entre la nostalgia anhelante boomer y el reconocimiento tácito de que las arenas del tiempo han cambiado, y una vez más estamos mirando hacia atrás con cariño en lugar de mirar emocionados adelante". Mark Beaumont de NME criticó la pista, calificándola de 'un comentario apresurado y a medias sobre nuestra situación actual', particularmente criticando la letra, ya que 'Jagger tal vez no tenga la capacidad para hablar sobre la verdadera incomodidad y aislamiento del habitante británico promedio, o el miedo y la desesperanza de los millones que caen injustamente a través de los enormes agujeros en los paquetes de seguridad de red de Rishi Sunak”.The New York Times prepara una lista regular de los lanzamientos musicales más notables de la semana, y Jon Pareles recomendó la pista.  Para Stereogum, Tom Breihan comentó brevemente sobre el tema y la relevancia de la banda, escribiendo que fue muy producida pero que "se mueve más duro de lo que cabría esperar de una nueva canción de los Stones para rockear".
El 3 de julio de 2020, «Living in a Ghost Town» encabezó la lista de sencillos alemana, después de que se lanzaron varias ediciones especiales diferentes de la canción, lo que convirtió a los Stones en los artistas más longevos en alcanzar el número uno en la lista y les dio la brecha más larga. entre dos sencillos número uno en Alemania, después de «Jumpin' Jack Flash» que alcanzó el número uno en 1968. Los números de streaming no fueron más altos de lo que fueron durante las últimas semanas debido a que la ubicación en las listas alemanas depende exclusivamente de las ventas; no depende del número de streams.

## Personal
The Rolling Stones
- Mick Jagger: voz, guitarra, armónica, producción (como miembro de los Glimmer Twins)
- Keith Richards: guitarra, coros, producción (como miembro de los Glimmer Twins)
- Charlie Watts: batería.
- Ronnie Wood: guitarra solista, coros

Músicos adicionales
- Matt Clifford: teclados, trompa, fliscorno, saxofón, ingeniería
- Darryl Jones: bajo
- Krish Sharma: Ingeniería
- Cenzo Townshend: mezcla
- Don Was: producción

## Listas
| Listas (2020)                                   | Posición |
| ----------------------------------------------- | -------- |
| Alemania (Media Control AG)                     | 1        |
| Austria (Ö3 Austria Top 40)                     | 53       |
| Bélgica (Flandes) (Ultratop 50)                 | 34       |
| Bélgica (Valonia) (Ultratip Bubbling Under)     | 6        |
| Canadá (Canadian Hot 100)                       | 74       |
| Escocia (Scottish Singles Sales Chart)          | 2        |
| Estados Unidos (Bubbling Under Hot 100 Singles) | 6        |
| Estados Unidos (Rock Songs)                     | 3        |
| Francia (SNEP)                                  | 91       |
| Hungría (Single Top 40)                         | 6        |
| Italia (FIMI)                                   | 49       |
| Países Bajos (Mega Single Top 100)              | 71       |
| Polonia (Polish Airplay Top 100)                | 49       |
| Portugal (AFP)                                  | 37       |
| Reino Unido (UK Singles Chart)                  | 61       |
| Suiza (Schweizer Hitparade)                     | 17       |

## Historial de lanzamiento
| Formatos                     | Fecha               | Sello           |
| ---------------------------- | ------------------- | --------------- |
| Descarga musical y streaming | 23 de abril de 2020 | Polydor Records |
| CD                           | 29 de mayo de 2020  | Polydor Records |
| Vinilo 10'                   | 26 de junio de 2020 | Polydor Records |